# Potočna zlatovčica
Potočna zlatovčica (lat.: Salvelinus fontinalis), slatkovodna je riba iz porodice pastrvki (lat. Salmonidae).

## Opis i građa
Leđa su joj maslinasta do tamnozelene prekrivena gustim žutim okruglim mrljama, bokovi su žutobijeli sa svjetlijim točkama, a trbuh je bijel ili crvenkast. U razdoblju mrijesta, trbuh je izrazito crven. Na leđima i repnoj peraji nalaze se tamne pjege, dok se na tijelu može naći manji broj crvenih pjega, koje mogu biti sa svjetlim obrubom ili bez njega. Zlatovčice se razlikuju od drugih pastrvki koje žive na području Balkanskog poluotoka. Duđina im je od 20 do 30 cm, iznimno mogu narasti do 50 cm i težiti oko 1 kg.

## Navike, staništa rasprostranjenost
Potočna zlatovčica je alohtona vrsta uvezena u Europu iz Sjeverne Amerike još u 19. stoljeću, pa je poznata i kao kanadska pastrva. Raširila je svoje stanište u hladne, kisikom bogate europske vode. Ova je vrsta nastanila vode u Hrvatskoj pokusnim puštanjem od strane ribolovaca ili bijegom iz uzgoja. Stanje tih populacija nije dobro istraženo, pronađene su samo u Plitvičkim jezerima i Neretvi. Jedinke u Neretvi najvjerojatnije dolaze iz BiH gdje se pojedine rijeke još poribljavaju ovom vrstom.
Ova se vrsta hrani planktonima, puževima i školjkama, a veći se primjerci hrane ribama.

## Razmnožavanje
Potočne zlatovčice se mrijeste od rujna do ožujka. Spolno su zrele između druge i treće godine, kad dosegne duljinu od 15-30 cm. Polaže jaja u brzim vodama na dno između kamenja.

## Vanjske poveznice
- FishBase Salvelinus fontinalis